# Ira Newborn
Ira Newborn (New York, 26 dicembre 1949) è un compositore e musicista statunitense.
Ha composto musiche per film e serie televisive, tra cui: Una pallottola spuntata, Ace Ventura - L'acchiappanimali e La donna esplosiva.

## Filmografia parziale

### Cinema
- Tutta una notte (All Night Long), regia di Jean-Claude Tramont (1981)
- Sixteen Candles - Un compleanno da ricordare (Sixteen Candles), regia di John Hughes (1984)
- Tutto in una notte (Into the Night), regia di John Landis (1985)
- La donna esplosiva (Weird Science), regia di John Hughes (1985)
- Cadaveri e compari (Wise Guys), regia di Brian De Palma (1986)
- Una pazza giornata di vacanza (Ferris Bueller's Day Off), regia di John Hughes (1986)
- La retata (Dragnet), regia di Tom Mankiewicz (1987)
- Donne amazzoni sulla Luna (Amazon Women on the Moon), regia di Joe Dante, Carl Gottlieb, Peter Horton, John Landis, Robert K. Weiss (1987)
- Un biglietto in due (Planes, Trains and Automobiles), regia di John Hughes (1987)
- Due palle in buca (Caddyshack II), regia di Allan Arkush (1988)
- Una pallottola spuntata (The Naked Gun: From the Files of Police Squad!), regia di David Zucker (1988)
- Collision Course, regia di Lewis Teague (1989)
- Io e zio Buck (Uncle Buck), regia di John Hughes (1989)
- Il testimone più pazzo del mondo (My Blue Heaven), regia di Herbert Ross (1990)
- Una pallottola spuntata 2½ - L'odore della paura (The Naked Gun 2½: The Smell of Fear), regia di David Zucker (1991)
- Gli sgangheroni (Brain Donors), regia di Dennis Dugan (1992)
- Amore all'ultimo morso (Innocent Blood), regia di John Landis (1992)
- Ace Ventura - L'acchiappanimali (Ace Ventura: Pet Detective), regia di Tom Shadyac (1994)
- Una pallottola spuntata 33⅓ - L'insulto finale (Naked Gun 33⅓: The Final Insult), regia di Peter Segal (1994)
- Gangster per gioco (The Jerky Boys: The Movie), regia di James Melkonian (1995)
- Generazione X (Mallrats), regia di Kevin Smith (1995)
- Pensieri spericolati (High School High), regia di Hart Bochner (1996)
- Baseketball, regia di David Zucker (1998)

### Televisione
- Quelli della pallottola spuntata (Police Squad!) - serie TV, 6 episodi (1982)
- I racconti della cripta (Tales from the Crypt) - serie TV, 1 episodio (1992)
- Disneyland - serie TV, 1 episodio (2000)

## Premi
- ASCAP Award
  - vinto nel 1992 per Una pallottola spuntata 2½ - L'odore della paura
  - vinto nel 1995 per Ace Ventura - L'acchiappanimali